# Браян Кастаньйо
Браян Карлос Кастаньйо (ісп. Brian Carlos Castano; 12 вересня 1989, Ісідро-Касанова) — аргентинський боксер, «тимчасовий» чемпіон (2016—2017) і «регулярний» чемпіон (2018—2019) за версією WBA, чемпіон світу за версією WBO (2021—2022) у першій середній вазі.

## Аматорська кар'єра
Браян Кастаньйо займався боксом з одиннадцяти років.
На чемпіонаті світу 2009 після двох перемог програв у 1/8 фіналу Джеку Кулкай (Німеччина).
2010 року здобув три перемоги і став чемпіоном Південноамериканських ігор.
2012 року не зумів пройти відбір до Олімпійських ігор 2012 на американському кваліфікаційному турнірі.
Того ж 2012 року Браян Кастаньйо взяв участь у напівпрофесійній Світовій серії боксу. В одному з боїв завдав поразки Сергію Дерев'янченко (Україна), для якого ця поразка стала єдиною у напівпрофесійній лізі.

## Професіональна кар'єра
У вересні 2012 року провів перший професійний бій. Після восьми перемог поспіль, сім з яких були достроковими, дебютував у США, де здобув ще чотири перемоги.
26 листопада 2016 року, здобувши перемогу нокаутом над Емануелем де Хесусом (Пуерто-Рико), завоював титул «тимчасового» чемпіона за версією WBA у першій середній вазі.
У жовтні 2017 року, після переходу чемпіона світу за версією WBA у першій середній вазі Деметріуса Ендреда до наступної категорії, Браян Кастаньйо був підвищений до титулу «регулярного» чемпіона WBA.
2 березня 2019 року відбувся бій Браяна Кастаньйо проти Ерісланді Лара (Куба), який завершився нічиєю, і титул залишився у Кастаньйо. Та вже у червні 2019 року Світова боксерська асоціація відібрала у аргентинця титул WBA Regular через його відмову виходити на бій проти обов'язкового претендента.
Кастаньйо виграв свій наступний бій 2 листопада 2019 року технічним нокаутом проти нігерійця Вейла Омотосо і став інтерконтинентальним чемпіоном WBO у першій середній вазі.
13 лютого 2021 року Браян Кастаньйо, здобувши перемогу одностайним рішенням суддів над бразильцем Патриком Тейшейра, завоював титул чемпіона світу за версією WBO у першій середній вазі.

### Кастаньйо проти Чарло I
17 липня 2021 відбувся об'єднавчий бій між чемпіоном WBO Браяном Кастаньйо і об'єднаним чемпіоном світу за версіями WBC, WBA та IBF Джермеллом Чарло (США). В бою за чотири титули боксери не змогли виявити переможця. Судді розділеним рішенням зафіксували нічию — 117-111 на користь Чарло, 114-113 Кастаньйо і 114-114.

### Кастаньйо проти Чарло II
Реванш між Кастаньйо і Чарло мав відбутися у березні 2022 року, але був відкладений на 14 травня через травму аргентинця.
Перша половина бою пройшла у рівній боротьбі, але у другій Чарло виглядав значно краще. У сьомому раунді Кастаньйо пропустив потужний хук суперника, але встояв на ногах, а у десятому знов після хука опинився в нокдауні. Після продовження бою американський боксер швидко добив аргентинця. Кастаньйо зазнав першої поразки і втратив титул чемпіона.